# Pittosporum oreophilum
Pittosporum oreophilum är en tvåhjärtbladig växtart som beskrevs av André Guillaumin. Pittosporum oreophilum ingår i släktet Pittosporum och familjen Pittosporaceae. Inga underarter finns listade.